# Тенниёярви
Тенниёярви — озеро на территории сельского поселения Алакуртти Кандалакшского района Мурманской области.

## Общие сведения
Площадь озера — 6,4 км², площадь водосборного бассейна — 286 км². Располагается на высоте 229,7 метров над уровнем моря.
Форма озера лопастная, продолговатая: вытянуто с севера на юг. Берега изрезанные, каменисто-песчаные, преимущественно возвышенные, местами скалистые.
Через озеро протекает река Тенниёйоки, которая, протекая через озёра Соткаярви и Аутиоярви (с притоком из озера Ениярви), пересекает госграницу и далее течёт по территории Финляндии, в итоге попадая в Ботнический залив.
В озере расположено несколько безымянных островов различной площади.
С востока от озера проходит просёлочная дорога.
Озеро расположено в десяти километрах от Российско-финляндской границы.
Код объекта в государственном водном реестре — 02020020011102000009372.